# Joan Fiveller
Joan Fiveller o, en ortografia antiga, Johan Fivaller (Barcelona?, segle xiv - c. 1434) fou conseller (1406-1427) i conseller en cap (1418-1419 i 1427-1428) de la ciutat de Barcelona.

## Biografia
Joan Fiveller i de Santcliment pertanyia a un dels llinatges més destacats del patriciat urbà de la Barcelona de finals de l'Edat Mitjana, amb un palau medieval al carrer de Lledó de la capital catalana, del que només resta, aparentment, la Font de Sant Just.

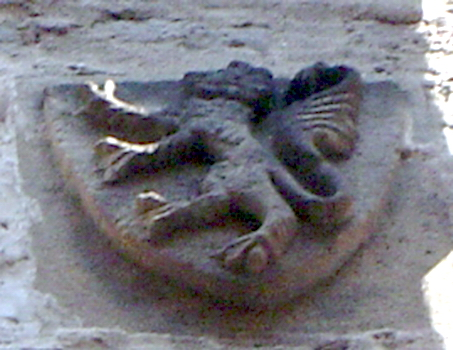
Escut dels Fiveller a l'església dels Sants Just i Pastor (Barcelona)

La seva carrera a la política de la Ciutat Comtal assolí una primera fita important amb l'entrada a la màxima magistratura de la ciutat el 1406. Fou conseller (un dels cinc homes que governaven la ciutat) fins a cinc vegades des d'aquest any fins a 1427, i ocupà el càrrec de conseller segon i el de conseller en cap, aquest durant dues anualitats.
En els anys 1407-1408 patronejà una de les galeres que la ciutat de Barcelona trameté a Avinyó per traslladar el papa Benet XIII a Cotlliure. La família, amb ell al capdavant, tingué estretes relacions amb el monarca. El 1408 el rei Martí l'Humà s'hostatjà a la seva torre de Sarrià i l'any següent Fiveller formà part de la comissió que sol·licità al rei que designés un successor per al cas de morir sense fills.
El 1413 el nou monarca elegit pel Compromís de Casp, Ferran d'Antequera, requerí el seu consell per decidir la repressió per la força de la revolta del comte Jaume d'Urgell.
El 1416, essent conseller segon de Barcelona, encapçalà la comissió designada pel Consell de Cent que reclamà al rei Ferran el pagament del dret del vectigal per la carn que els compradors de la seva cort adquirien a la ciutat. Aquest episodi, conegut com l'enfrontament del vectigal, convertí Fiveller en símbol de les llibertats de la ciutat davant el poder reial (símbol elaborat sobretot posteriorment).
Durant el regnat d'Alfons el Magnànim continuà encapçalant l'enfrontament dels estaments a l'autoritarisme reial, i a les corts catalanes de Sant Cugat-Tortosa (1419-1420) es mostrà reticent davant les peticions de la corona.
El 1423 feu un viatge a Sardenya per visitar els dominis que hi tenia. Al testament que aquest any ordenà a Càller per si moria en una illa considerada perillosament malsana s'anomena senyor de Guirdo (o Girdo) i marquès d'Oristany.
De retorn a Barcelona, durant el seu últim mandat com a conseller en cap, el 1427, descobrí una deu a la serra de Collserola mentre hi practicava la cacera i feu portar-ne l'aigua fins a la font de Sant Just, considerada la font pública més antiga de la ciutat (encara que el seu aspecte exterior fou alterat al segle xix).
Feu el darrer testament el 1434. La família tenia sengles capelles a l'església de Sant Just (on se'n conserven escuts heràldics) i al convent de Sant Francesc de Barcelona (Framenors), en el qual tenia sepultura i sembla que Joan fou enterrat. El convent fou enderrocat el 1837.

## Posteritat

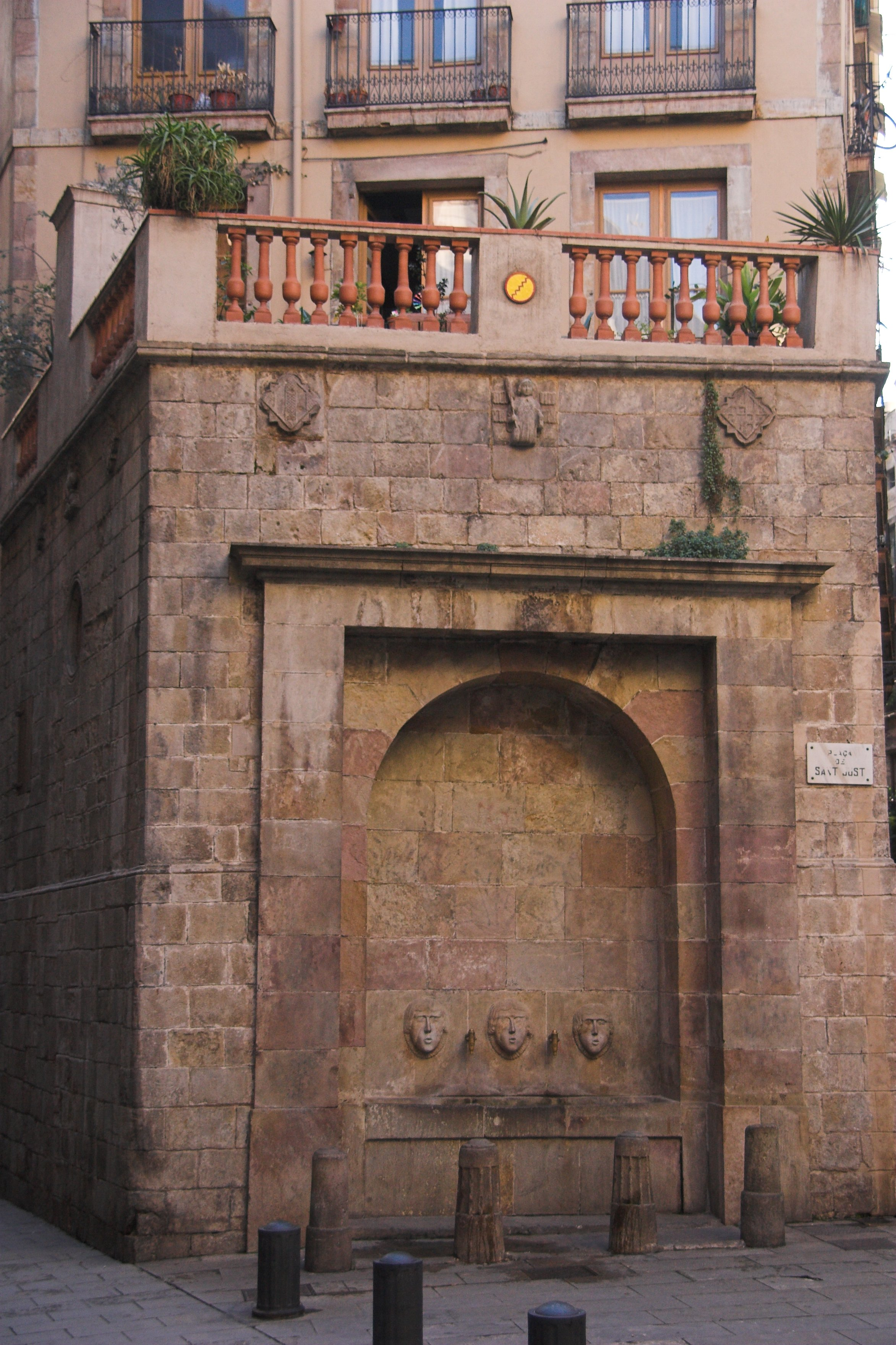
Font de Sant Just (pl. de Sant Just, Barcelona)

A l'època de la Renaixença catalana fou exaltat com un dels herois nacionals, circumstància que originà tot de realitzacions en la historiografia, la literatura i les arts plàstiques, entre les quals:
- Estàtua de Josep Bover i Mas, obrada el 1844 i col·locada a la façana de la Casa de la Ciutat de Barcelona. En un principi, a la llegenda de l'estàtua hi deia "Conseller I" però fou corregit per "Conseller II", càrrec que ostentava durant l'enfrontament del vectigal.
- Retrat a l'oli pintat el 1881 per Ramon Padró per a la Galeria de Catalans Il·lustres que es troba a la Reial Acadèmia de Bones Lletres de Barcelona.
- Pintura a l'oli titulada "Joan de Fivaller reivindicant els furs de la ciutat davant de Ferran d'Antequera, malalt" realitzada a Roma el 1875 per Antoni Casanova i Estorach (Tortosa, 1847 – París, 1896) durant el pensionat concedit a l'artista per la Diputació de Barcelona. Forma part del fons del Museu Nacional d'Art de Catalunya[2]
- El gegant de la Ciutat de Barcelona entre 1902 i 1910. El 1902, davant d'una gran efemèride en el món geganter -el Concurs de gegants, nanos i monstres Típichs- Puig i Cadafalch obre un concurs per a renovar els vestits dels gegants de la ciutat, que representaven uns reis perses. Guanyà la proposta que el gegant simbolitzés Joan Fiveller, personalitat que encarnà fins a 1910, quan la indumentària fou substituïda per la d'un rei.
- Un retrat seu forma part de la Galeria de Catalans Il·lustres creada per l'Ajuntament de Barcelona.[3]
- Entre 1931 i 1939, durant la Segona República Espanyola, dugueren el nom de Joan Fivaller el carrer de Ferran i la plaça d'Antoni Maura.